# الاتحاد الإفريقي لألعاب القوى
الاتحاد الأفريقي لألعاب القوى (CAA) مؤسسة مسؤولة عن إدارة ألعاب القوى الإفريقية، تحث وصاية الإتحاد الدولي لألعاب القوى، وهي تنظم الأحداث الكبرى مثل دورة الألعاب الأفريقية والبطولات الأفريقية. وقد تأسست في عام 1973 ويوجد مقرها بالسنغال.

## الأعضاء
| المنطقة الشمالية            | المنطقة الشمالية                      |
| --------------------------- | ------------------------------------- |
| الجزائر                     | الإتحادية الجزائرية لألعاب القوى      |
| ليبيا                       | الاتحاد الليبي لألعاب القوة           |
| المغرب                      | الجامعة الملكية المغربية لألعاب القوى |
| تونس                        | الاتحاد التونسي لألعاب القوى          |
| المنطقة الغربية             |                                       |
| بنين                        | الاتحاد البينيني لألعاب القوى         |
| بوركينا فاسو                | اتحاد بوركينا فاسو لألعاب القوى       |
| الرأس الأخضر                | اتحاد الرأس الأخضر لألعاب القوى       |
| ساحل العاج                  | اتحاد ساحل العاج لألعاب القوى         |
| غامبيا                      | الجمعية الغامبية لألعاب القوى         |
| غانا                        | الجمعية الغانية لألعاب القوى          |
| غينيا                       | اتحاد غينيا لألعاب القوى              |
| غينيا بيساو                 | اتحاد غينيا بيساو لألعاب القوى        |
| ليبيريا                     | اتحاد ليبيريا لألعاب القوى            |
| مالي                        | اتحاد مالي لألعاب القوى               |
| موريتانيا                   | الاتحاد الموريتاني لألعاب القوى       |
| النيجر                      | اتحاد النيجر لألعاب القوى             |
| نيجيريا                     | اتحاد نيجيريا لألعاب القوى            |
| السنغال                     | الاتحاد السينيغالي لألعاب القوى       |
| سيراليون                    | جمعية سيراليون لألعاب القوى           |
| توغو                        | الاتحاد التغولي لألعاب القوى          |
| المنطقة الشرقية             |                                       |
| جيبوتي                      | الاتحاد الدجيبوتي لألعاب القوى        |
| مصر                         | الاتحاد المصري لألعاب القوى           |
| إرتريا                      | الاتحاد الإيريتيري لألعاب القوى       |
| إثيوبيا                     | اتحاد إيتيوبيا لألعاب القوى           |
| كينيا                       | كينيا لألعاب القوى                    |
| الصومال                     | الإتحاد الصومالي لألعاب القوى         |
| السودان                     | الجمعية السودانية لألعاب القوى        |
| تنزانيا                     | تنزانيا لألعاب القوى                  |
| أوغندا                      | اتحاد أوغاندا لألعاب القوى            |
| المنطقة الوسطى              |                                       |
| بوروندي                     | اتحاد العاب القوى في بوروندي          |
| جمهورية إفريقيا الوسطى      | اتحاد أفريقيا الوسطى لألعاب القوى     |
| تشاد                        | اتحاد التشاد لألعاب القوى             |
| الكاميرون                   | الاتحاد الكاميروني لألعاب القوى       |
| جمهورية الكونغو الديمقراطية | اتحاد كونغو لألعاب القوى              |
| الغابون                     | الاتحاد الغابوني لألعاب القوى         |
| غينيا                       | اتحاد غينيا الاستوائية لألعاب القوى   |
| رواندا                      | اتحاد رواندا لألعاب القوى             |
| ساو توميه وبرينسيب          | اتحاد ساو توميه وبرينسيب لألعاب القوى |
| المنطقة الجنوبية            |                                       |
| أنغولا                      | اتحاد أنغولا لألعاب القوى             |
| بوتسوانا                    | الجمعية البتسوانية لألعاب القوى       |
| جزر القمر                   | اتحاد جزر القمر لألعاب القوى          |
| ليسوتو                      | رابطة ليسوتو لألعاب القوى             |
| مدغشقر                      | اتحاد مدغشقر لألعاب القوى             |
| مالاوي                      | اتحاد مالاوي لأعاب القوى              |
| موزمبيق                     | اتحاد موزمبيق لألعاب القوى            |
| موريشيوس                    | موريشيوس لألعاب القوى                 |
| ناميبيا                     | ناميبيا لألعاب القوى                  |
| جنوب إفريقيا                | جنوب أفريقيا لألعاب القوى             |
| سيشل                        | اتحاد سيشل لألعاب القوى               |
| إسواتيني                    | رابطة سوازيلاند لألعاب القوى          |
| زامبيا                      | الجمعية الزامبية لأعاب القوى          |
| زيمبابوي                    | رابطة زيمبابوي لألعاب القوى           |

## وصلات خارجية
- (بالفرنسية)(بالإنجليزية) الموقع الرسمي للاتحاد